# Тесеракт
Тесерактът (на старогръцки: τέσσερες ἀκτῖνες – четири лъча) е четиримерен хиперкуб — аналог на куба в четиримерно пространство. Други названия на същото тяло са четиримерен куб, „тетракуб“, или общото хиперкуб, което се използва въобще за размерности, по-големи от три.
Тесерактът общо cъдържа: 16 върха, 32 ръба, 24 стени-квадрати и 8 хиперстени-кубове. Той е ограничен в четиримерното пространство от осем хиперравнини, всяка ортогонална двойка от тях пресичащи се в 24 квадратни стени. Във всеки ръб се срещат 3 квадрата и 3 куба, а във всеки връх – 4 ръба, 4 куба и 6 квадрата. Връхната фигура е тетраедър. Петриевият многоъгълник е осмоъгълник. Дуалният многоклетъчник е шестнадесетоклетъчник. Има кубична обвивка.
Изображенията му са двумерни перспективи на проекциите на четиримерния куб в тримерно пространство.